# Гарі (річка)
Гарі (башк. Гари, рос. Гари, інколи рос. Гаре), застаріле Томба (рос. Томба)) — річка в Росії, розташована в межах Республіки Башкортостан. Ліва притока річки Гарейки, належить до підбасейну Білої басейну Ками.
Загальна довжина Гарі становить 16 км. Ця водна артерія утворюються злиттям вод річок Каджматиєлга і Зареклиєлга. Іноді помилково вказують, що її витік знаходиться поблизу села Гарібашево, чия назва походить від башк. Гәрәбаш і в дослівному перекладі означає «голова Гарі». Однак насправді село розташоване трохи нижче за течією. Від витоку Гарі незмінно тече у південно-західному напрямку, впадаючи з лівого берега в Гарейку в 65 км від гирла останньої. В свою чергу, з правого боку в Гарі впадають малі річки Калмияр, Сукар'яз, Юрміяз, з лівого — річка Сігіяз'єлга та декілька безіменних струмків. Характер її живлення мішаний, але переважає сніговий. Береги Гарі лісисті, пересічені ділянками пасовищ і паші.
На річці розташовані села Гарібашево (неподалік витоку на лівому березі), Шулганово (на правому березі в місці впадіння Юрміяза) та Чишма (на лівому березі навпроти Шулганово). Води річки обмежено використовуються мешканцями цих населених пунктів для господарських потреб, однак промислового значення вона не має.